# Người Saba
Người Saba hoặc Sabea (tiếng Ả Rập: اَلـسَّبَئِيُّون, as-Saba'iyyūn; tiếng Hebrew: סבא; Musnad: 𐩪𐩨𐩱) là một tộc người cổ đại nói một ngôn ngữ Nam Ả rập cổ đại, họ sinh sống ở khu vực miền nam bán đảo Ả Rập.
Vương quốc Saba' (tiếng Ả Rập: سَـبَـأ) được đồng nhất với vùng đất của Sheba trong Kinh thánh. Quan điểm cho rằng vương quốc của Sheba trong kinh thánh là nền văn minh Semit cổ đại của Saba ở miền Nam Ả Rập lại gây tranh cãi: Israel Finkelstein và Neil Asher Silberman viết rằng "vương quốc Saba đã bắt đầu phát triển chỉ từ thế kỷ thứ 8 TCN trở đi" và rằng câu chuyện của Solomon và nữ hoàng Sheba là "một tác phẩm thế kỷ thứ 7 được biên soạn sai thời gian với ý định để hợp thức hóa sự tham gia của Judah trong tuyến thương mại giàu có với Ả Rập." Viện bảo tàng Anh tuyên bố rằng không có bằng chứng khảo cổ học nào dành cho một vị nữ hoàng như vậy ngoại trừ vương quốc được miêu tả là thuộc về bà là Saba, "vương quốc cổ nhất và quan trọng nhất trong số các vương quốc ở miền Nam Ả Rập". Kenneth Kitchen xác định khoảng thời gian của vương quốc này là từ năm 1200 TCN cho tới tận năm 275 CN, cùng với kinh đô của nó là Ma'rib. Vương quốc này đã sụp đổ sau một cuộc nội chiến kéo dài nhưng rời rạc giữa một vài triều đại Yemen tuyên bố vương quyền; và từ đó vương quốc Himyar đã trỗi dậy là kẻ chiến thắng.
Người Saba được đề cập vài lần trong Kinh thánh Hebrew. Trong kinh Quran, họ được miêu tả là cư dân của Saba, hoặc là cư dân của Tubba' qawm Ṭubba (tiếng Ả Rập: قَـوْم تُـبَّـع).

## Lịch sử

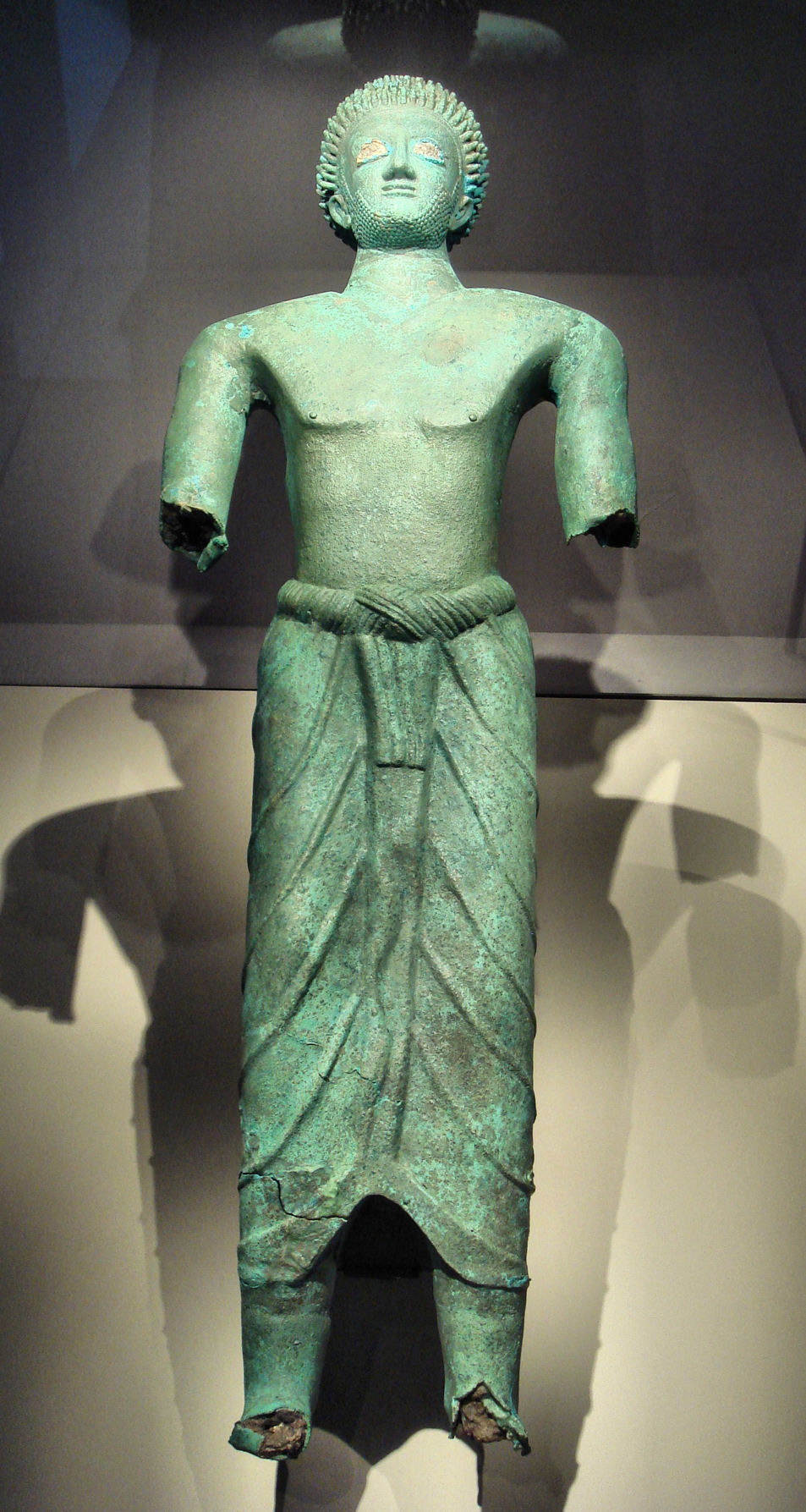
Bức tượng "Người đồng" tìm thấy tại Al-Baydā' (Nashqum cổ đại, Vương quốc Saba'). Thế kỷ thứ 6–5 TCN. bảo tàng Louvre

Nguồn gốc của vương quốc Saba là không chắc chắn. Kenneth Kitchen xác định khoảng thời gian của vương quốc này là vào khoảng năm 1200 TCN, trong khi Israel Finkelstein và Neil Asher Silberman viết rằng "vương quốc Saba đã bắt đầu phát triển từ thế kỷ thứ 8 TCN trở đi", và Jan Ratso viết rằng "hầu như không có bằng chứng gì" dành cho một vương quốc như vậy cho tới tận thế kỷ thứ 9 hoặc thứ 8. Ban đầu, người Saba là một trong số các sha`bs, "các cộng đồng", nằm ở bờ rìa của sa mạc Sayhad. Ngay từ rất sớm, vào giai đoạn đầu của thiên niên kỷ thứ 1 TCN, các nhà lãnh đạo chính trị ( 'mlk) của cộng đồng này đã thành công trong việc tạo ra một liên bang khổng lồ từ các sha`bs chiếm lĩnh phần lớn khu vực miền nam Ả Rập, và sử dụng tước hiệu mkrb SB', "mukarrib của người Saba".
Một vài nhân tố đã gây ra sự suy yếu trực tiếp của nhà nước Saba và nền văn minh của nó vào giai đoạn cuối thiên niên kỷ thứ 1 TCN.  Saba' đã bị vương quốc Himyar chinh phục vào đầu thế kỷ thứ 1 TCN; nhưng sau khi vương quốc Himyar đầu tiên tan rã, vương quốc Trung kỳ Saba đã được tái lập vào đầu thế kỷ thứ 2, Vương quốc Trung kỳ Saba này khác với vương quốc Saba cổ đại ở nhiều khía cạnh quan trọng. Vương quốc Saba cuối cùng đã bị vương quốc Ḥimyar chinh phục vào giai đoạn cuối thế kỷ thứ 3 vào thời điểm này kinh đô của nó là Ma'rib. Nó nằm dọc theo dải đất sa mạc được các nhà địa lý Ả rập thời trung cổ gọi tên là Sayhad, ngày nay nó có tên gọi là Ramlat al-Sab'atayn.